# Hyllus sansibaricus
Hyllus sansibaricus är en spindelart som beskrevs av Roewer 1951. Hyllus sansibaricus ingår i släktet Hyllus och familjen hoppspindlar. Inga underarter finns listade i Catalogue of Life.